# Lembeekse bossen
De Lembeekse bossen zijn een natuurgebied in het Meetjesland in Oost-Vlaanderen (België). Het versnipperde bosgebied van 305 hectare ligt op het grondgebied van de gemeenten Kaprijke (deelgemeente Lembeke) en Assenede (deelgemeente Oosteeklo, vandaar dat het oostelijke deel ook de 'Oosteeklose bossen' wordt genoemd).  Het bosgebied sluit aan op  het Bellebargiebos (Kwadebossen) en ligt in de buurt van Het Leen. De Lembeekse bossen zijn eigendom van de Vlaamse Maatschappij voor Watervoorziening en privé-personen en worden beheerd in samenwerking met privé-boseigenaars en het Agentschap voor Natuur en Bos.

## Landschap
Het bosgebied stond al vermeld op de Ferrariskaart. Het boscomplex van 305 ha strekt zich uit op een zandrug, die loopt van Oedelem tot Stekene. 
Waar vruchtbare grond te vinden was, werd er gekapt, waardoor het loofbos versnipperd raakte. Andere delen werden later opnieuw bebost met naaldhout voor de mijnbouw.  In de kruidlaag worden lokaal heiderelicten aangetroffen. 

## Afbeeldingen

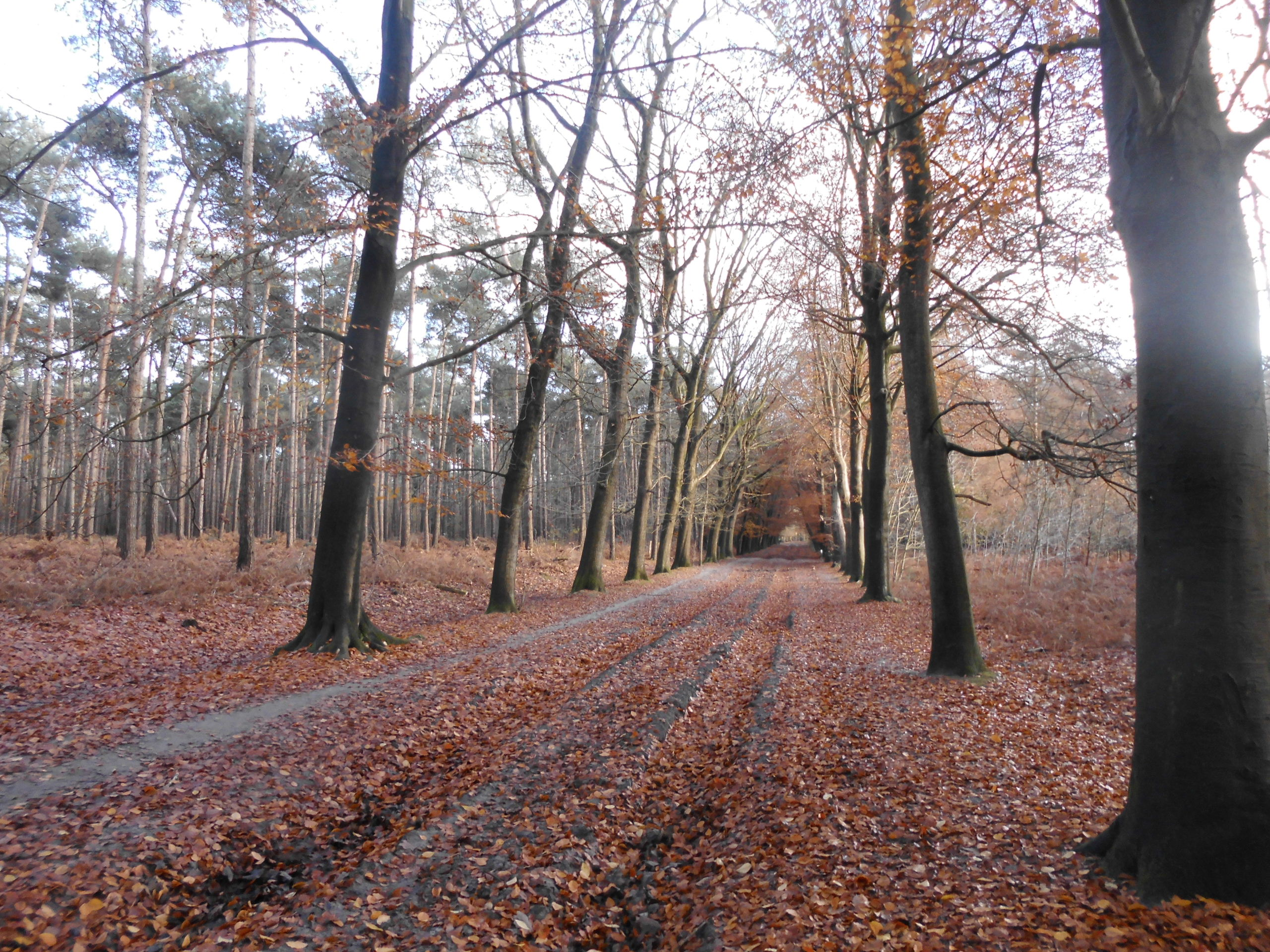
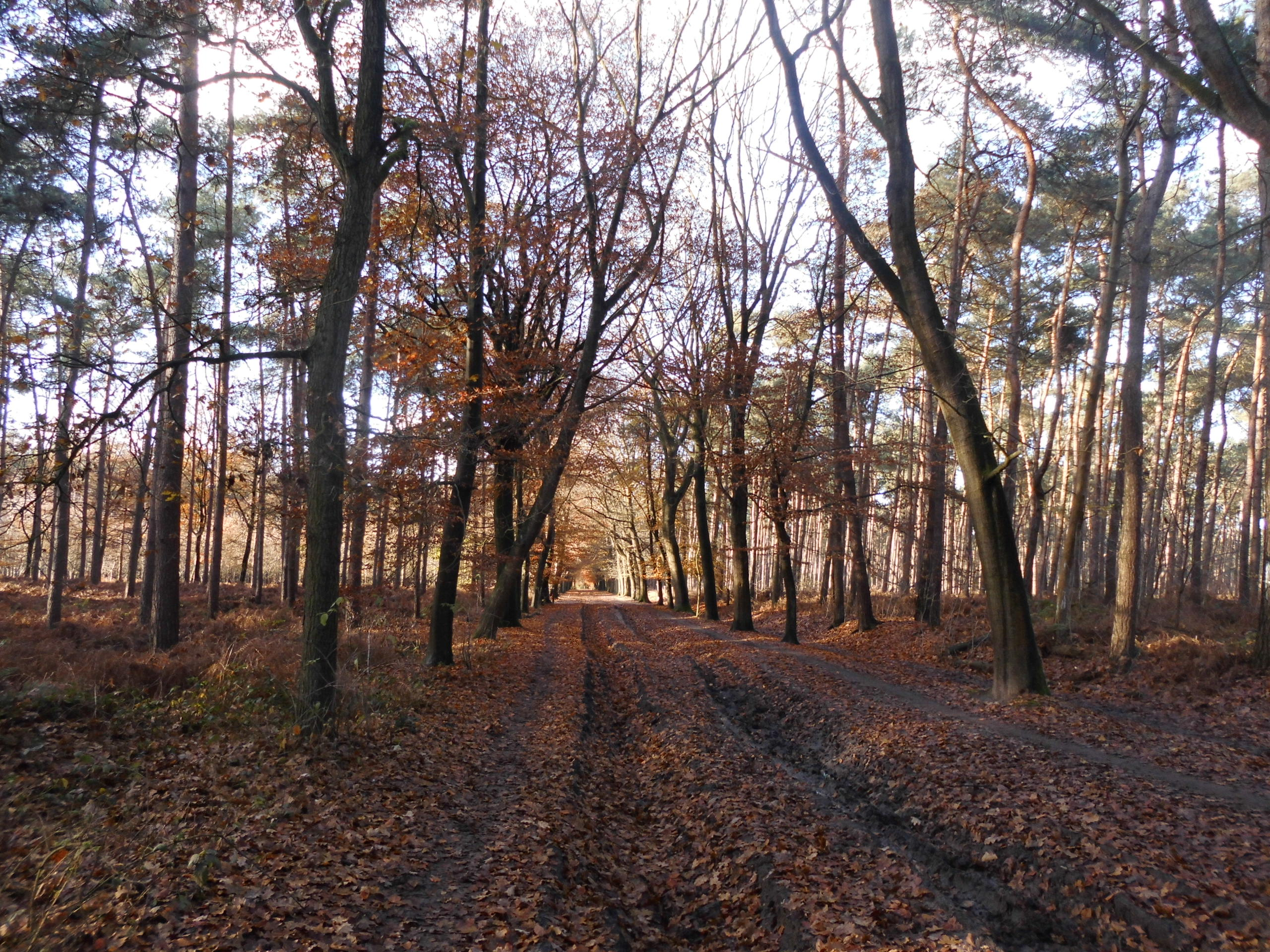
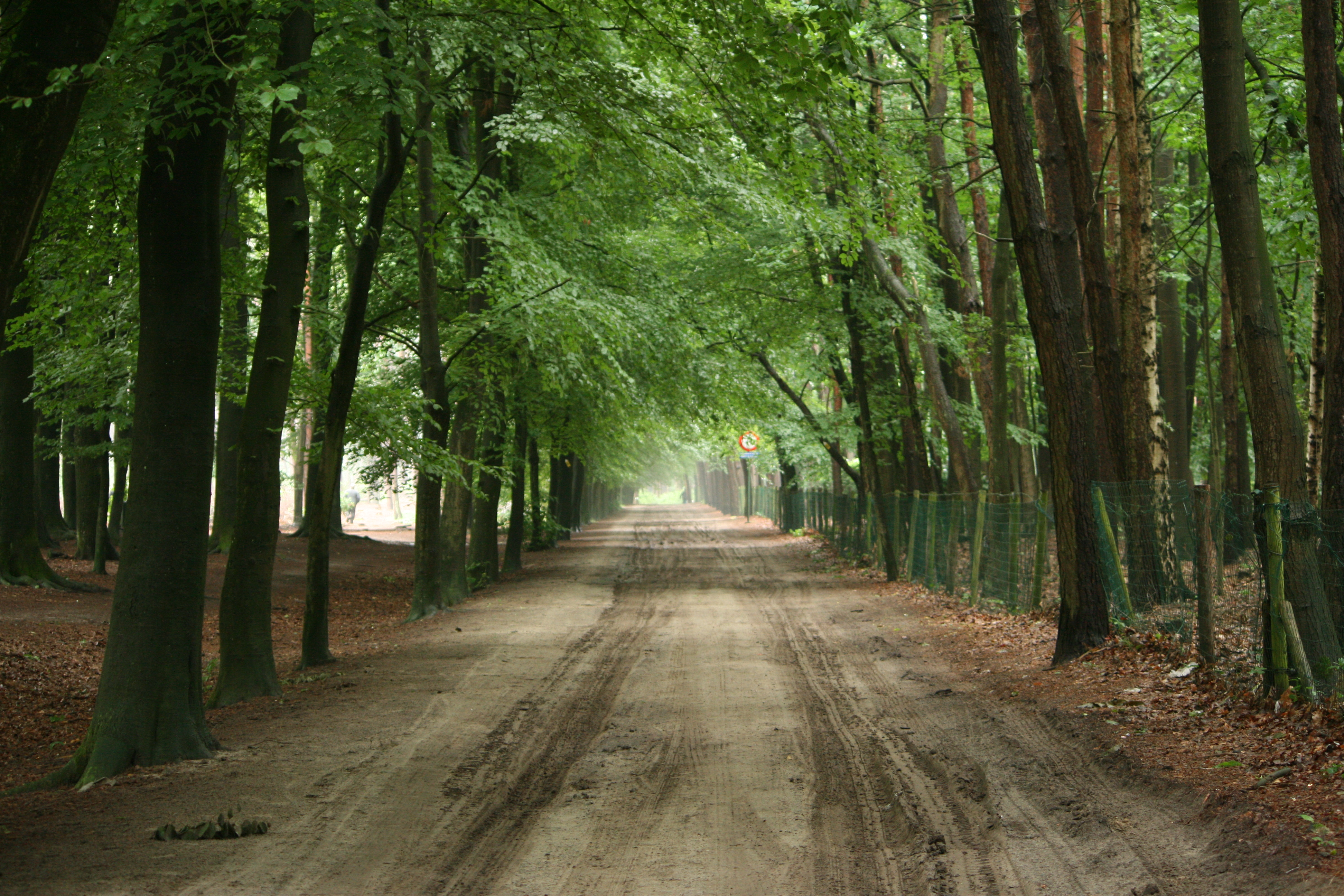
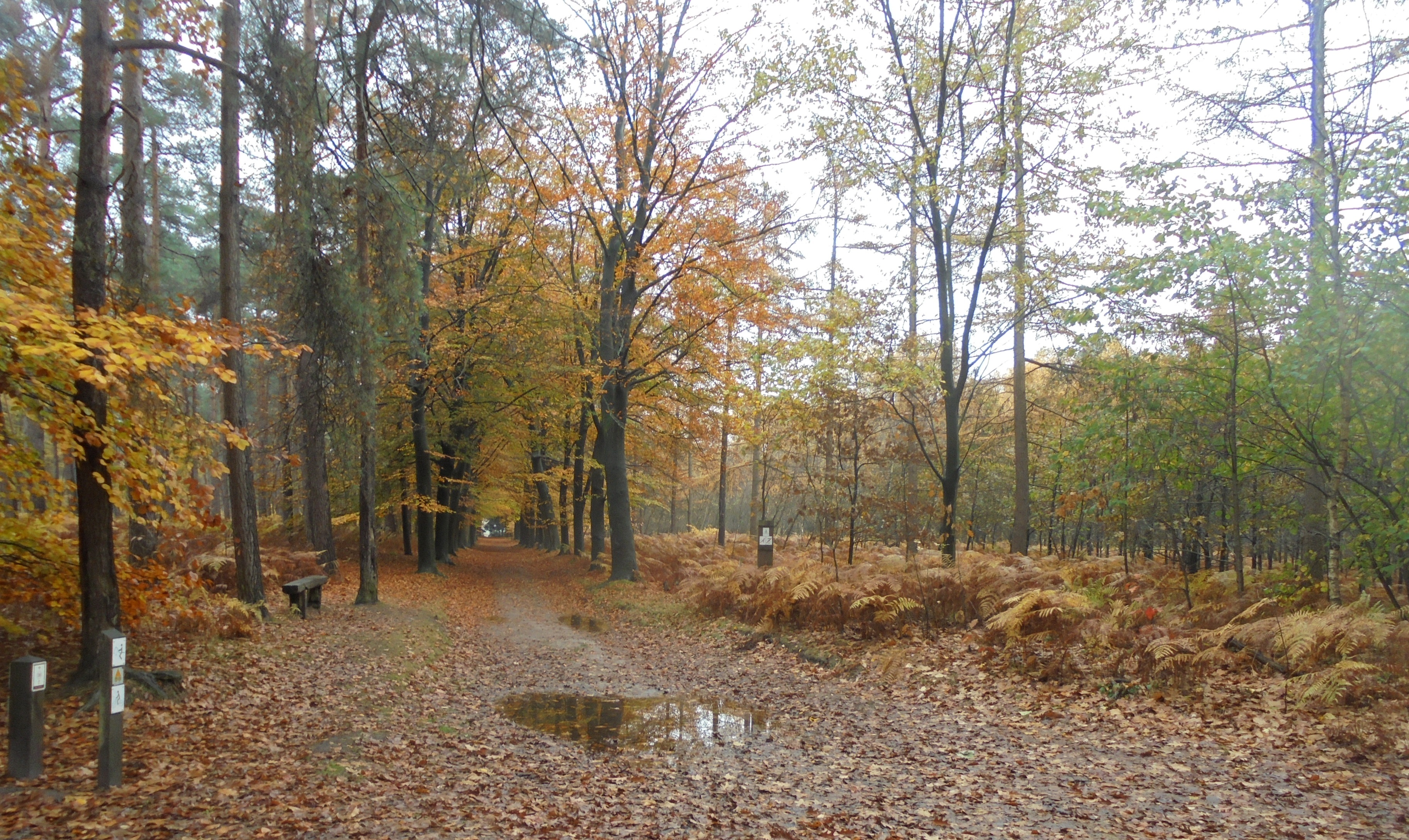
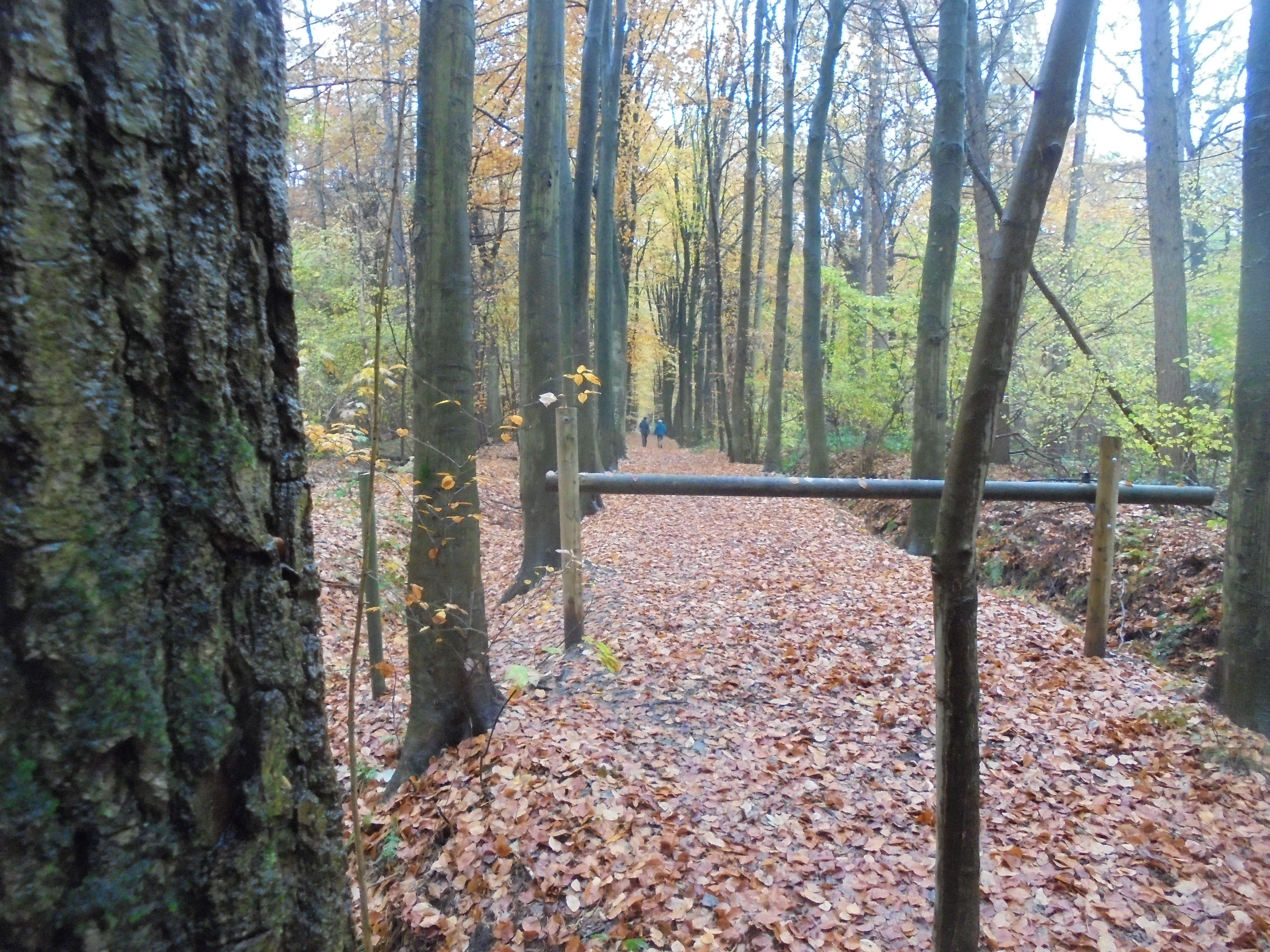

## Natuurbeleving
De Lembeekse bossen zijn vrij toegankelijk op de wandelpaden die het natuurgebied doorkruisen. Het wandelknooppuntennetwerk 'Meetjeslandse Bossen' en de Streek-GR Uilenspiegel doen het gebied aan.